# Erhaltungstherapie
Als Erhaltungstherapie bezeichnet man in der Medizin eine ergänzende oder unterstützende Therapiemaßnahme.
In der Onkologie bezeichnet der Begriff bei Krebserkrankungen eine Therapie, bei der nach erster Medikamentengabe über längere Zeit weitere, aber meist niedriger dosierte oder auch andere Medikamente gegeben werden. Ziel dabei ist, bei einer großen Rückfallgefahr den Behandlungserfolg zu sichern.